# Jürgen Erbacher
Jürgen Erbacher (* 1970 in Hardheim) ist Theologe, Politikwissenschaftler und Journalist. Er ist Korrespondent des ZDF für Kirchenfragen. Er ist Mitglied der Gesellschaft Katholischer Publizisten e.V.

## Biografie
Erbacher studierte Politikwissenschaft und Katholische Theologie in Freiburg im Breisgau und Rom. Er arbeitete bis zum Jahre 2005 bei Radio Vatikan. Seit 2005 arbeitet er als Redakteur beim ZDF und berichtet über die Themen Papst, Vatikan, Theologie und Römisch-katholische Kirche. Seit Juli 2018 leitet er die Redaktion „Kirche und Leben katholisch“, die seit Mai 2024 „Religion und Leben“ heißt. Er arbeitet die meiste Zeit des Monats für das ZDF von Mainz aus, pendelt jedoch regelmäßig zwischen Mainz und Rom. Seit ca. September 2012 betreut er den Vatikan-Blog „Papstgeflüster“. Er versucht darin Dinge aufzuspüren, die rund um den Vatikan und den Papst passieren.

## Deutschsprachige Werke
- Freiheitsraum Kirche. Eine Provokation. Herder-Verlag, Freiburg i. Br. – Basel – Wien 1999 (174 S.; ISBN 3-451-26962-7).
- Hoffnung über den Tod hinaus: eine Annäherung an die Rede von den letzten Dingen. Johannes Verlag, Leutesdorf 2004 (80 S.; 1. Aufl.; ISBN 3-7794-1490-2 kart.).
- (Hrsg.): Benedikt XVI. – Gedanken, Impulse, Visionen (Edition Radio Vatikan), St. Benno Verlag, Leipzig 2005 (136 S.; ISBN 3-7462-1959-0).
- Erbacher/Ludwig Waldmüller (Hrsg.): Benedikt XVI., Gedanken und Impulse für junge Menschen (Edition Radio Vatikan), St. Benno Verlag, Leipzig 2005 (128 S.; ISBN 3-7462-1964-7 Pp.).
- (Hrsg.): Joseph Ratzinger/Benedikt XVI., Die Kirche lebt! Gedanken, Impulse, Visionen (Edition Radio Vatikan), St. Benno Verlag, Leipzig 2007 (128 S.; ISBN 978-3-7462-2178-6 Pp.).
- Vatikan, Wissen was stimmt, Herder Verlag, Freiburg i. Br. 2008, ISBN 978-3-451-05985-8.
- Der Vatikan: das Lexikon (Edition Radio Vatikan). St. Benno Verlag, Leipzig 2009 (474 S.; ISBN 978-3-7462-2752-8 Pp.).
- Der kleinste Kosmos der Welt: unbekannter Alltag im Vatikan. Herder Verlag, Freiburg i. Br. – Basel – Wien 2009 (236 S.; ISBN 978-3-451-29951-3 Pp.).
- (Hrsg.): Entweltlichung der Kirche?: die Freiburger Rede des Papstes (Papst Benedikt XVI. Mit Beitr. von Michael N. Ebertz). Herder Verlag, Freiburg i. Br. – Basel – Wien 2012 (180 S.; ISBN 978-3-451-30577-1 Kart.; 2. Aufl. 2012, 220 Seiten, ISBN 978-3-451-32427-7).
- Papst Franziskus. Aufbruch und Neuanfang. Pattloch Verlag, München 2013 (175 S.; ISBN 978-3-629-13047-1).
- Ein radikaler Papst. Die franziskanische Wende Pattloch Verlag, München 2014 (1. Auflage; 287 S.; ISBN 978-3-629-13059-4 Pp.).
- Der Vatikan. Das Wichtigste über den kleinsten Staat der Welt. Herder Verlag, Freiburg i. Br. 2017 (192 Seiten; ISBN 978-3-451-30507-8).

### CDs
- CD (69 min.): Vatikan, Sprecher: Martin Falk. Auditorium Maximum, Darmstadt 2012 ISBN 978-3-654-60304-9.
- CD-Hörbuch ca. 60 min. (Hrsg.): Benedikt XVI. Wir müssen anders leben!: damit die Schöpfung überleben kann Gelesen von Frank Stöckle. Herder Verlag, Freiburg i. Br. 2012 (ca. 80 min.; 1. Auflage; ISBN 978-3-451-31981-5).